# The New York Times Magazine
The New York Times Magazine is het tijdschrift (magazine) van The New York Times dat wordt uitgebracht bij de zondagseditie van de krant. In het magazine worden langere artikels gepubliceerd dan in de krant. Meerdere bekende schrijvers hebben voor het magazine geschreven. Het tijdschrift staat ook bekend om zijn fotografie, vooral met betrekking tot mode en stijl, en bevat diverse puzzels, die sinds hun introductie populair zijn geworden.

## Geschiedenis

### Beginjaren
Het eerste nummer werd gepubliceerd op 6 september '1896' en bevatte de eerste foto's die ooit in de krant verschenen. In de eerste decennia was het een deel van de krant (op krantenpapier) en niet meer een bijvoegsel (tabloid-formaat) zoals het nu is. De creatie van een "serieus" zondagsmagazine maakte deel uit van een massale revisie van de krant op initiatief van de nieuwe eigenaar, Adolph Ochs, die dat jaar ook fictie, strips en roddelrubrieken uit de krant verbood. Hij wordt over het algemeen gecrediteerd voor het redden van een financiële ondergang van The New York Times. In 1897 publiceerde het tijdschrift een 16 pagina's tellende fotopagina's met foto's van het diamanten jubileum van koningin Victoria, een "kostbaar werk" dat resulteerde in een zeer populair nummer en het tijdschrift een boost van succes gaf.
In de beginjaren begon The New York Times Magazine een traditie van het publiceren van het schrijven van bekende persoonlijkheden, van W.E.B. Du Bois en Albert Einstein tot talrijke zittende en toekomstige Amerikaanse presidenten. Redacteur Lester Markel, een "intense en autocratische" journalist die toezicht hield op de Sunday Times van de jaren twintig tot en met vijftig, moedigde het idee van het tijdschrift aan als een forum voor ideeën. Tijdens zijn ambtstermijn droegen schrijvers als Lev Tolstoj, Thomas Mann, Gertrude Stein en Tennessee Williams stukken bij aan het tijdschrift.
Toen The New York Times in 1970 zijn eerste Op-Ed-pagina introduceerde (opiniestuk), verschoof het tijdschrift van het uitgeven van zoveel mogelijk redactionele stukken naar de uitgeverij.
In 1979 begon het tijdschrift met de publicatie van Pulitzerprijs-winnende "On Language" van William Safire, een column over Engelse grammatica, gebruik en etymologie. Safires column werd steeds populairder en genereerde in 1990 meer succes voor het tijdschrift het tijdschrift.
In 1999 werd het debuut gemaakt van "The Ethicist", een adviescolumn geschreven door humorist Randy Cohen, die al snel een zeer omstreden onderdeel van het tijdschrift werd.

### 2000-2020
"Consumed", Rob Walkers reguliere column over de consumentencultuur, begon in 2004.
De zondagsversie wordt gekenmerkt door een puzzelpagina, die door Will Shortz wordt uitgegeven. Het bevat een kruiswoordpuzzel met een groter rooster dan die in het tijdschrift tijdens de week, samen met andere soorten raadsels zoals kruiswoordraadsels en acrosticons.
In september 2010, als onderdeel van een grotere inspanning om het tijdschrift nieuw leven in te blazen, huurde Times' hoofdredacteur Bill Keller voormalig medewerker en toenmalig hoofdredacteur van Bloomberg Businessweek, Hugo Lindgren, in als hoofdredacteur van The New York Times Magazine.
Bij het opstellen van een nieuw team huurde Lindgren eerst de toenmalige hoofdredacteur van O: The Oprah Magazine, Lauren Kern, in als zijn vice-hoofdredacteur en huurde vervolgens de toenmalige hoofdredacteur van TNR.com (de website van The New Republic Magazine), Greg Veis, in om de "frontpage"-sectie van het tijdschrift samen te stellen. In december 2010 nam Lindgren gewezen Story Editor bij GQ-magazine, Joel Lovell, aan als vice-hoofdredacteur.
In 2011 verving Ariel Kaminer Cohen als de auteur van de column The Ethicist en in 2012 verving Chuck Klosterman Kaminer. Klosterman vertrok in het begin van 2015 en werd vervangen door een trio van auteurs: Kenji Yoshino, Amy Bloomen Jack Shafer die een conversatie-formaat gebruikten, Shafer werd drie maanden later vervangen door Kwame Anthony Appiah, en werd enige auteur van de column in september 2015.
In januari 2012 begon humorist John Hodgman, die gastheer is van zijn comedy court show podcast Judge John Hodgman, met het schrijven van de columnreeks "Judge John Hodgman Rules" (voorheen "Ask Judge John Hodgman") voor "The One-Page Magazine".

## Supplementen
In 2004 is The New York Times Magazine begonnen met de publicatie van een volledige bijlage gewijd aan stijl. De bijlage, getiteld T, wordt uitgegeven door Deborah Needleman en verschijnt 14 keer per jaar. In 2009 lanceerde het een Qatari Editie als een standalone magazine.
In 2006 introduceerde het tijdschrift nog twee andere bijlagen: PLAY, een sporttijdschrift dat om de maand verschijnt, en KEY, een vastgoedmagazine dat twee keer per jaar verschijnt.

## Poëzie
De Amerikaanse dichter Laureate Natasha Trethewey selecteert en introduceert wekelijks gedichten, onder andere van dichters zoals Tomas Transtromer, Carlos Pintado en Gregory Pardlo.

## Puzzels
In het tijdschrift staat de zondagse versie van de kruiswoordpuzzel en andere puzzels. De puzzels zijn sinds hun introductie erg populair. De kruiswoordpuzzel op zondag heeft meer aanwijzingen en vierkanten en is over het algemeen uitdagender dan de andere dagen van de week. Meestal is een tweede puzzel opgenomen in de kruiswoordpuzzel. De verscheidenheid van de tweede puzzel varieert per week. Deze hebben opgenomen acrostische puzzels, diagramloze kruiswoordpuzzels, en andere puzzels, variërend op de traditionele kruiswoordpuzzel.
De puzzels zijn bewerkt door Will Shortz.